# Cao nguyên đại dương

Bản đồ cho thấy vị trí của các cao nguyên đại dương (màu xanh lá cây) ở khu vực Úc-New Zealand của Nam Thái Bình Dương

Một cao nguyên đại dương hoặc cao nguyên ngầm là một khối trồi lên, ngầm dưới đại dương, rộng lớn, tương đối bằng phẳng, cao hơn so với địa hình xung quanh với một hoặc nhiều bên tương đối dốc.
Có 184 cao nguyên đại dương bao phủ một khu vực 18.486.600 km2 (7.137.700 dặm vuông Anh), hoặc  5.11% đại dương.  Khu vực Nam Thái Bình Dương quanh Úc và New Zealand có số lượng cao nguyên đại dương lớn nhất (xem bản đồ).
Các cao nguyên đại dương được tạo ra bởi các tỉnh hỏa thành lớn thường liên quan đến các điểm nóng, các lớp phủ và các đảo núi lửa   - chẳng hạn như Iceland, Hawaii, Cape Verde và Kerguelen. Ba cao nguyên lớn nhất là Caribe, Ontong Java và Dãy núi Trung Thái Bình Dương nằm trên những vùng phình nhiệt. Tuy nhiên, các cao nguyên đại dương khác được tạo thành từ lớp vỏ lục địa bị rạn nứt, ví dụ cao nguyên Falkland, Lord Howe Rise, và một phần của Kerguelen, Seychelles, và các sống núi Bắc Cực. nguyên được hình thành bởi các tỉnh hỏa thành lớn được hình thành tương đương với các lũ bazan lục địa như trap Deccan ở Ấn Độ và Đồng bằng sông Snake ở Hoa Kỳ.
Trái ngược với lũ bazan lục địa, hầu hết các cao nguyên đại dương hung dữ phun trào qua cấu trúc trẻ và mỏng (6–7 km (3,7-4,3 mi)) những mafic hoặc lớp vỏ siêu mafic và do đó không bị nhiễm bẩn bởi lớp vỏ felsic và đại diện cho các nguồn lớp phủ của chúng. Các cao nguyên này thường nâng cao 2–3 km (1,2111,9 dặm) so với đáy đại dương xung quanh và nổi nhiều hơn lớp vỏ đại dương. Do đó, chúng có xu hướng chịu được sự hút chìm, mạnh hơn nữa khi dày hơn và khi đến các khu vực hút chìm ngay sau khi hình thành. Kết quả là, chúng có xu hướng "cập bến" đến rìa lục địa và được bảo tồn như những địa thể bồi tích. Các địa hình như vậy thường được bảo tồn tốt hơn so với các phần lộ ra của các lũ bazan lục địa và do đó là một kỷ lục tốt hơn về các vụ phun trào núi lửa quy mô lớn trong suốt lịch sử Trái đất. Sự "lắp ghép" này cũng có nghĩa là các cao nguyên đại dương là những đóng góp quan trọng cho sự phát triển của vỏ lục địa. Sự hình thành của chúng thường có tác động mạnh mẽ đến khí hậu toàn cầu, chẳng hạn như các cao nguyên gần đây nhất được hình thành, ba cao nguyên đại dương lớn, Creta ở Thái Bình Dương và Ấn Độ Dương: Ontong Java, Kerguelen và Caribbean.

## Vai trò trong tái chế lớp vỏ
Các nhà địa chất tin rằng cao nguyên đại dương có thể đại diện cho một giai đoạn phát triển của lớp vỏ lục địa vì chúng thường dày đặc hơn lớp vỏ đại dương trong khi vẫn dày đặc hơn vỏ lục địa bình thường.
Sự khác biệt mật độ trong vật liệu vỏ trái đất phần lớn phát sinh từ các tỷ lệ khác nhau của các yếu tố khác nhau, đặc biệt là silicon. Lớp vỏ lục địa có lượng silicon cao nhất (loại đá này được gọi là felsic). Lớp vỏ đại dương có lượng silic (đá mafic) nhỏ hơn. Các cao nguyên đại dương hỏa sinh có tỷ lệ trung gian giữa lớp vỏ lục địa và đại dương, mặc dù chúng có nhiều mafic hơn so với felsic.
Tuy nhiên, khi một mảng mang lớp vỏ đại dương hút chìm dưới một tấm mang một cao nguyên đại dương lửa, các núi lửa mà nó bùng nổ trên cao nguyên như lớp vỏ đại dương nóng lên trên gốc của nó vào vật liệu nổ ra lớp vỏ đó là felsic hơn các vật liệu tạo thành cao nguyên. Điều này thể hiện một bước tiến tới việc tạo ra lớp vỏ ngày càng có tính lục địa, ít đặc hơn và nổi hơn. Nếu một cao nguyên đại dương hung dữ bị khuất phục bên dưới một cao nguyên khác, hoặc dưới lớp vỏ lục địa hiện có, các vụ phun trào được tạo ra từ đó tạo ra vật chất còn mờ hơn, và qua thời gian địa chất.

## Danh sách các cao nguyên đại dương

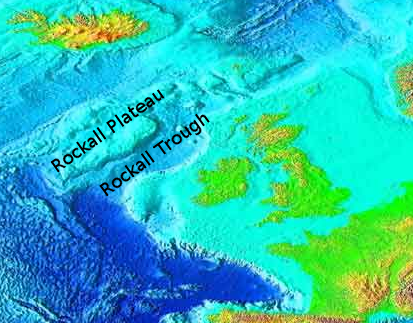
Cao nguyên Rockall ở Bắc Đại Tây Dương nằm dưới lớp vỏ lục địa. Nó rạn nứt từ Greenland trong khi khai mạc Bắc Đại Tây Dương.

| Đại dương                   | Khu vực (km²) | Cao nguyên khu vực(%) | Số lượng cao nguyên | Cao nguyên trung bình diện tích (km²) |
| --------------------------- | ------------- | --------------------- | ------------------- | ------------------------------------- |
| Bắc Băng Dương              | 1.193.740     | 9,19                  | 12                  | 99,480                                |
| Ấn Độ Dương                 | 5.036.870     | 7,06                  | 37                  | 136.130                               |
| Bắc Đại Tây Dương           | 1.628.360     | 3,64                  | 36                  | 45.230                                |
| Bắc Thái bình dương         | 1.856.790     | 2,26                  | 33                  | 56.270                                |
| phía nam biển Đại Tây Dương | 1.220.230     | 3.02                  | 9                   | 135,580                               |
| phía Nam Thái Bình Dương    | 7.054.800     | 8,09                  | 50                  | 141.100                               |
| Biển phía Nam               | 495.830       | 2,44                  | 12                  | 41.320                                |
| Tất cả các đại dương        | 18.486.610    | 5.11                  | 184                 | 100,470                               |

### Cao nguyên đại dương lục địa
- Cao nguyên Campbell (Nam Thái Bình Dương)
- Cao nguyên Challenger (Nam Thái Bình Dương)
- Cao nguyên Exmouth (Ấn Độ)
- Cao nguyên Falkland (Nam Đại Tây Dương)
- Lord Howe Rise (Nam Thái Bình Dương)
- Cao nguyên Rockall [5] (Bắc Đại Tây Dương)

### Cao nguyên đại dương hỏa sinh
- Cao nguyên Agulhas [6] (Tây Nam Ấn Độ)
- Cao nguyên Azores (Bắc Đại Tây Dương) [7]
- Cao nguyên Broken Ridge (Ấn Độ)
- Cao nguyên Caribbean-Colombia (Caribbean)
- Cao nguyên Exmouth (Ấn Độ)
- Cao nguyên Hikurangi (Tây Nam Thái Bình Dương)
- Cao nguyên Iceland (Bắc Đại Tây Dương)
- Cao nguyên Kerguelen (Ấn Độ)
- Magellan tăng (Thái Bình Dương)
- Cao nguyên Manihiki (Tây Nam Thái Bình Dương)
- Cao nguyên Mascarene (Ấn Độ)
- Cao nguyên tự nhiên (Ấn Độ)
- Cao nguyên Java (Tây Nam Thái Bình Dương)
- Shatsky Rise (Bắc Thái Bình Dương)
- Cao nguyên Vøring (Bắc Đại Tây Dương)
- Wrangellia Terrane (Đông Bắc Thái Bình Dương)
- Cao nguyên Yermak (Bắc Cực)